# Jezioro Krzemień
Der Jezioro Krzemień (deutsch Kremminer See) ist ein Binnensee im Powiat Stargardzki in der polnischen Woiwodschaft Westpommern. Namensgebend ist der Ort Krzemień (Kremmin) am Südostufer des Sees. Er befindet sich auf dem Gebiet der Gemeinde Dobrzany (Jakobshagen) und gehört zum Landschaftsschutzpark Ińsko (Iński Park Krajobrazowy).

## Geographische Lage

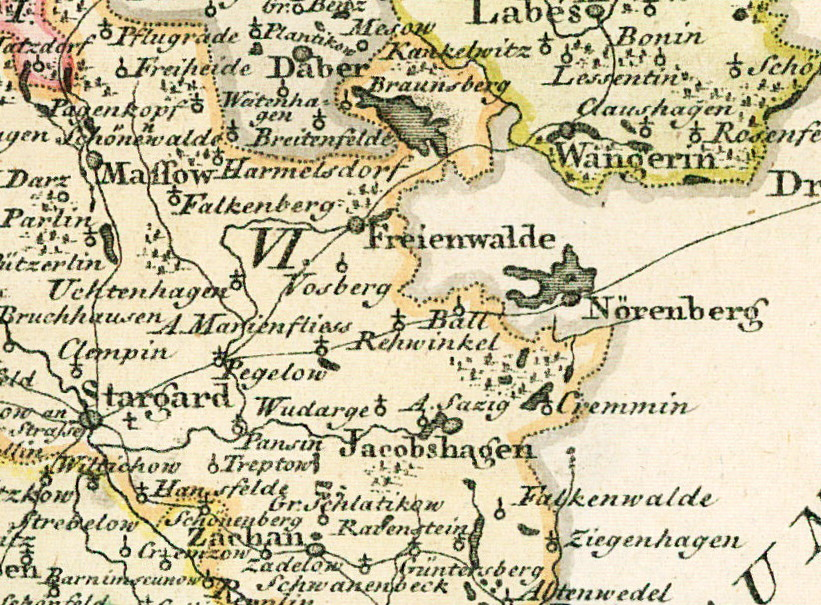
Lage des Kremminer Sees (unbeschriftet) nordwestlich von Kremmin (Cremmin) an der pommerschen Grenze zur Neumark, östlich von Stargard in Pommern und südlich von Nörenberg, auf einer Landkarte von 1794

Der Kremminer See liegt in Hinterpommern und gehört zur Pommerschen Seenplatte. Seine Höhe über dem Meeresspiegel beträgt 90,9 Meter. Die Städte Dobrzany und Ińsko (Nörenberg) sind vier bzw. fünf Kilometer entfernt.
Der Kremminer See ist über 3,4 Kilometer lang, bis zu einem  Kilometer breit und 233,35 Hektar groß. Er ist bis zu 29,2 Meter tief.

## Tourismus
Der See liegt am Moränenwanderweg Szlak Wzniesieniami Moreny Czołowej, der von Dobrzany über Ińsko nach Cieszyno (Teschendorf) führt.